# Raimbeaucourt
Raimbeaucourt és un municipi francès, situat a la regió dels Alts de França, al departament del Nord. L'any 2006 tenia 5.365 habitants. Limita al nord-est amb Faumont, al sud-est amb Râches, al sud amb Roost-Warendin, a l'oest amb Leforest i al nord-oest amb Moncheaux.

## Demografia
| 1962                                       | 1968  | 1975  | 1982  | 1990  | 1999  | 2006  |
| ------------------------------------------ | ----- | ----- | ----- | ----- | ----- | ----- |
| 4.215                                      | 4.224 | 4.410 | 4.494 | 4.277 | 4.335 | 4.292 |
| Des de 1962: població sense dobles comptes |       |       |       |       |       |       |

## Administració
| Període   | Identitat       | Partit |
| --------- | --------------- | ------ |
| 1989-2001 | Stéphane Coppik |        |
| 2001-2008 | Erick Charton   | PS     |
| 2008-     | Alain Mension   | MoDem  |